# Adventure (1925)
Adventure is een Amerikaanse avonturenfilm uit 1925 onder regie van Victor Fleming. Destijds werd de film uitgebracht onder de titel Uit op avontuur. De film is wellicht zoekgeraakt.

## Verhaal
David Sheldon heeft een plantage op de Salomonseilanden. Er breekt zwartwaterkoorts uit onder zijn landarbeiders en zo raakt hij ook zelf besmet. Wanneer de avonturierster Joan Lackland aanmeert op de eilanden, moet ze hem redden van een aanval door inboorlingen. Ze verpleegt David en wordt zijn vennoot om hem tegen schuldeisers te beschermen. Die schuldeisers zinnen op wraak en ze lokken opstand uit onder de plaatselijke bevolking.

## Rolverdeling
| Acteur           | Personage     |
| ---------------- | ------------- |
| Tom Moore        | David Sheldon |
| Pauline Starke   | Joan Lackland |
| Wallace Beery    | Morgan        |
| Raymond Hatton   | Raff          |
| Walter McGrail   | Tudor         |
| Duke Kahanamoku  | Noah Noa      |
| James P. Spencer | Adam          |
| Noble Johnson    | Googomy       |